# Miss New Hampshire USA
A competição de Miss New Hampshire USA é o concurso de beleza destinado a eleger a representante do Estado de Nova Hampshire para o concurso Miss USA.
Nova Hampshire teve um pequeno sucesso no Miss USA e tem apenas quatro classificações. Duas destas ocorreram nos últimos dez anos, com Bridget Vezina ficando em segundo lugar atrás apenas de Lynette Cole no Miss USA 2000 e a classificação de Vanessa Bissanti às semifinais do Miss USA 2004.
Apenas uma miss New Hampshire USA competira anteriormente no Miss Teen USA, mas três competiram no Miss América.

## Sumário de resultados

### Classificações
- 2ª colocada: Bridget Vezina (2000)
- Top 12: Eva Dyer (1980)
- Top 15: Sandralee Kay (1962), Vanessa Bissanti (2004)

### Premiações Especiais
- Miss Simpatia: Diane Gadoury (1984)

## Vencedoras
| Ano  | Nome                   | Cidade        | Idade1 | Classificação no Miss USA | Premiações Especiais no Miss USA | Notas                                                                      |
| ---- | ---------------------- | ------------- | ------ | ------------------------- | -------------------------------- | -------------------------------------------------------------------------- |
| 2020 | Alyssa Fernandes       | Merrimack     | 25     |                           |                                  |                                                                            |
| 2019 | Alexis Chinn           | Manchester    | 22     |                           |                                  |                                                                            |
| 2018 | Michelle McEwan        | Harrisville   | 25     |                           |                                  |                                                                            |
| 2017 | Sarah Mousseau         | Stratham      | 26     |                           |                                  |                                                                            |
| 2016 | Jessica Strohm         | Manchester    | 24     |                           |                                  |                                                                            |
| 2015 | Samantha Poirier       | Dover         | 24     |                           |                                  |                                                                            |
| 2014 | Bridget Brunet         | South Hampton | 26     |                           |                                  |                                                                            |
| 2013 | Amber Faucher          | Pelham        | 22     |                           |                                  |                                                                            |
| 2012 | Ryanne Harms           | Rochester     | 19     |                           |                                  |                                                                            |
| 2011 | LacyJane Folger        |               |        |                           |                                  |                                                                            |
| 2010 | Nicole Houde           | Manchester    | 23     |                           |                                  |                                                                            |
| 2009 | Christy Dunn           | Laconia       | 25     |                           |                                  |                                                                            |
| 2008 | Breanne Silvi          | Nashua        | 23     |                           |                                  |                                                                            |
| 2007 | Laura Silva            | Londonderry   | 19     |                           |                                  |                                                                            |
| 2006 | Krystal Barry          | Belmont       | 20     |                           |                                  |                                                                            |
| 2005 | Candace Glickman       | Manchester    | 23     |                           |                                  | Anteriormente Miss New Hampshire America 2003, top 10 no Miss America 2004 |
| 2004 | Vanessa Bissanti       |               | 21     | Semi-finalista            |                                  |                                                                            |
| 2003 | Rachael Kay Rubeck     |               | 24     |                           |                                  |                                                                            |
| 2002 | Audra Paquette         | Merrimack     |        |                           |                                  | Mais tarde Miss New Hampshire America 2005                                 |
| 2001 | Melissa Anne Robbins   |               |        |                           |                                  |                                                                            |
| 2000 | Bridget Jane Vezina    |               | 19     | 2ª colocada               |                                  |                                                                            |
| 1999 | Melissa MacLaughlin    |               |        |                           |                                  |                                                                            |
| 1998 | Nadia Semerdjiev       |               |        |                           |                                  |                                                                            |
| 1997 | Gretchen Durgin        | Lancaster     | 21     |                           |                                  | Anteriormente Miss New Hampshire Teen USA 1993                             |
| 1996 | Julie Minta Gleneck    |               | 21     |                           |                                  |                                                                            |
| 1995 | Valerie Gosselin       |               |        |                           |                                  |                                                                            |
| 1994 | Kelly Zarse            |               |        |                           |                                  |                                                                            |
| 1993 | Heidi Cambra           | Hampton       |        |                           |                                  |                                                                            |
| 1992 | Rebecca Lee Lake       |               |        |                           |                                  |                                                                            |
| 1991 | Adriana Molinari       |               |        |                           |                                  |                                                                            |
| 1990 | Lisa Parnpichate       |               |        |                           |                                  |                                                                            |
| 1989 | Fayleen Anne Chwalek   |               |        |                           |                                  |                                                                            |
| 1988 | Diane Lynn Wright      |               |        |                           |                                  |                                                                            |
| 1987 | Laurie Durkee          | Hampton Beach |        |                           |                                  |                                                                            |
| 1986 | Lynda Mary Poulin      | Durham        |        |                           |                                  |                                                                            |
| 1985 | Janice LaCroix         | Manchester    |        |                           |                                  |                                                                            |
| 1985 | Rhonda Niles           | Manchester    |        |                           |                                  | Renunciou quatro dias após ser presa por receptação de roupas roubadas.    |
| 1984 | Diane Gadoury          | Hampstead     |        |                           | Miss Simpatia                    |                                                                            |
| 1983 | Lynn Stockwell         | Hampton       |        |                           |                                  |                                                                            |
| 1982 | Kathy Rogers           | Seabrook      |        |                           |                                  |                                                                            |
| 1981 | Cynthia Leigh Graves   | North Conway  |        |                           |                                  |                                                                            |
| 1980 | Eva Dyer               | Amherst       |        | Semi-finalista            |                                  |                                                                            |
| 1979 | Patricia Brous         | Peterborough  |        |                           |                                  |                                                                            |
| 1978 | Barbara Miller         |               |        |                           |                                  |                                                                            |
| 1977 | Belinda Bridgeman      | Merrimack     |        |                           |                                  | Mais tarde Miss New Hampshire America 1978                                 |
| 1976 | Sinceree Rowlette      |               |        |                           |                                  |                                                                            |
| 1975 | Bonnie Gates           | Salem         |        |                           |                                  |                                                                            |
| 1974 | June Tedeschi          |               |        |                           |                                  |                                                                            |
| 1973 | Grace Knox             |               |        |                           |                                  |                                                                            |
| 1972 | Cathy Davis            |               |        |                           |                                  |                                                                            |
| 1971 | Jane Laroche           |               |        |                           |                                  |                                                                            |
| 1970 | Grace Eriksson         | Concord       |        |                           |                                  |                                                                            |
| 1969 | Dorothy Conners        |               |        |                           |                                  |                                                                            |
| 1968 | Deborah Steers         |               |        |                           |                                  |                                                                            |
| 1967 | Jennifer Brown         |               |        |                           |                                  |                                                                            |
| 1966 | Elaine Brandt          |               |        |                           |                                  |                                                                            |
| 1965 | Kathryn Pines          | Hollis        | 22     |                           |                                  |                                                                            |
| 1964 | Beverly Ann Hebert     |               |        |                           |                                  |                                                                            |
| 1963 | Janny McCloud          |               |        |                           |                                  |                                                                            |
| 1962 | Sandralee Kay          |               |        | Semi-finalista            |                                  |                                                                            |
| 1961 | Ellen Lipson           |               |        |                           |                                  |                                                                            |
| 1960 | Joan Joyce Chesleing   |               |        |                           |                                  |                                                                            |
| 1959 | Nancy Jeanne Gray      |               |        |                           |                                  |                                                                            |
| 1958 | Patricia Gail Larrabee |               |        |                           |                                  |                                                                            |
| 1957 | Lyla Moran             |               |        |                           |                                  |                                                                            |
| 1956 | Rita Leclerc           | Berlin        | 21     |                           |                                  |                                                                            |
| 1955 | Patricia Ann Mowry     |               |        |                           |                                  |                                                                            |
| 1954 | Myrna Louise Smith     |               |        |                           |                                  |                                                                            |
| 1953 | Muriel Roy             |               |        |                           |                                  |                                                                            |
| 1952 | Não competiu           |               |        |                           |                                  |                                                                            |

1 Idade à época do concurso Miss USA